# Csórréti-víztározó
Csórréti-víztározó – najwyżej położony na Węgrzech sztuczny zbiornik wodny. Znajduje się w centralnej części gór Mátra, na północny zachód od głównego ośrodka turystycznego masywu, Mátraháza.

## Przyczyny powstania
Rosnące zapotrzebowanie na wodę w kurortach gór Mátra i osadach wokół masywu spowodowało niedobory w tym zakresie w latach 60. XX wieku i konieczność zbudowania zbiorników retencyjnych.

## Charakterystyka
Zalew został oddany do użytku w 1973 i znajduje się na wysokości 534 m n.p.m. Zbocza okolicznych gór wznoszą się na wysokość 750–800 metrów. Jego zlewnia jest dość mała i wynosi 8,38 km². Jest to przede wszystkim obszar, która znajduje się na północny zachód – w stronę Galyatető. Zbiornik ma pięć stałych, zasilających go strumieni. Dwa z nich (Nagybérc i Kisagyagos) mają ujścia stosunkowo blisko zapory. Trzy pozostałe to Aranybánya-folyás, Nyírjes-folyás i Nagy Lipót-folyás. Obszar zlewni jest porośnięty zarówno lasem liściastym, jak i borem iglastym. Obszar zlewni jest pochodzenia wulkanicznego i charakteryzuje się podłożem skalnym, z dość płytką warstwą gruntu. Średnia ilość wody w zbiorniku wynosi około miliona m³, jego powierzchnia wynosi 12,8 ha, a maksymalna głębokość wody to 22,5 metra (średnia około 10 metrów). Akwen jest stosunkowo osłonięty od wiatru, a zatem tylko górna warstwa wód może być przemieszana. W rezultacie w zbiorniku powstaje stabilne rozwarstwienie temperaturowe w czasie lata. Zamarza on zimą, a średnia długość okresu pozostawania lodu wynosi 80–100 dni.

## Turystyka
Wzdłuż północno-wschodniego brzegu zbiornika (nieco powyżej) prowadzi znakowany  zielony szlak turystyczny z Mátraháza do Galyatető. Najbliższy uprzystępniony turystycznie szczyt to Csór-hegy z ruinami wieży widokowej. 